# Reinhold Metzger
Reinhold Metzger (* 20. Juli 1956) ist ein ehemaliger deutscher Fußballspieler.

## Sportlicher Werdegang
Metzger spielte ab Mitte der 1970er Jahre für die Würzburger Kickers in der 1. Amateurliga Bayern. 1977 stieg der Mittelfeldspieler mit der Mannschaft als Meister in die 2. Bundesliga auf. In der von Richard Saller trainierten Mannschaft um Erwin Markert, Bruno Werner, Heinz Popp, Rainer Scholz und Lothar Wardanjan gehörte er mit 31 Saisoneinsätzen zu den Stammspielern, der Klub verpasste jedoch nach nur vier Saisonsiegen am Saisonende den Klassenerhalt. In der folgenden Spielzeit trat er für den 1. FC Schweinfurt 05 in der Bayernliga an, mit dem Klub belegte er in der Bayernliga-Spielzeit 1978/79 den dritten Tabellenrang.
1979 wechselte Metzger zurück in die 2. Bundesliga, er schloss sich dem FV 04 Würzburg an. Mit dem Klub verpasste er am Ende der Spielzeit 1979/80 ebenfalls den Klassenerhalt in der zweithöchsten Spielklasse, daraufhin zog er zum Ligakonkurrenten SG Union Solingen in die Nord-Staffel weiter. Beim von finanziellen Schwierigkeiten belasteten Klub, der zeitweise mit einer Lizenzrückgabe liebäugelt hatte und neben Gehaltskürzungen bei bestehenden Verträgen auf die Verpflichtung junger Talente setzen musste, trug er mit fünf Toren in 37 Ligaspielen in der folgenden Spielzeit an der Seite von Dirk Hupe, Helmut Pabst, Jürgen Elm, Joachim Dzieciol und Wolfgang Krüger zum Erreichen des siebten Tabellenplatzes bei, der zur Qualifikation zur eingleisigen 2. Bundesliga führte.
Metzger folgte jedoch einem lukrativeren Angebot des Ligakonkurrenten Rot-Weiss Essen, für den er zwei Spielzeiten in der 2. Bundesliga antrat. Dabei konnte er sich jedoch nicht dauerhaft als Stammspieler behaupten, von seinen 53 Zweitligaspielen für die Mannschaft von der Hafenstraße bestritt er 22 als Einwechselspieler. Daraufhin wechselte er in die drittklassige Oberliga Nordrhein, wo er eine Spielzeit für Viktoria Goch unter anderem an der Seite von Wolfgang Lüttges und Hans-Peter Mentzel unter Trainer Anton Burghardt auflief.